# Zamarada apicata
Zamarada apicata är en fjärilsart som beskrevs av Claude Herbulot 1983. Zamarada apicata ingår i släktet Zamarada och familjen mätare. Inga underarter finns listade i Catalogue of Life.